# Poljice (żupania licko-seńska)
Poljice – wieś w Chorwacji, w żupanii licko-seńskiej, w gminie Udbina. W 2011 roku liczyła 9 mieszkańców.